# Ed Wang
Edward Kai Wang (* 12. März 1987 in Fairfax, Virginia) ist ein ehemaliger chinesisch-US-amerikanischer American-Football-Spieler. Er spielte auf der Position des Offensive Tackles in der National Football League (NFL). Wang war der erste im NFL Draft ausgewählte Chinese aller Zeiten und der erste Chinese, der in der NFL spielte.

## NFL

### Buffalo Bills
Wang wurde im NFL Draft 2010 in der fünften Runde von den Buffalo Bills ausgewählt. In seiner Rookie-Saison konnte er in sechs Spielen auflaufen. Am 3. September 2011 wurde Wang im Rahmen der Kaderverkleinerung auf 53 Spieler auf der Waived-injured-Liste platziert. Er verbrachte die Saison 2011 bis zu seiner Entlassung am 8. November 2011 auf der Injured Reserve List.

### Oakland Raiders
Am 1. Mai 2012 wurde Wang von den Oakland Raiders verpflichtet. Im August 2012 wurde Wang von den Raiders erst auf der Waived-injured-Liste und nach deren passieren auf der Injured Reserve List platziert. Am 5. September 2012 wurde Wang endgültig entlassen.

### Philadelphia Eagles
Am 15. Februar 2013 verpflichteten die Philadelphia Eagles Wang. Am 19. August 2013 wurde er entlassen.

## Nach der NFL
Seit September 2014 ist Wang Vizepräsident für Ligaentwicklung der China Arena Football League.

## Privates
Wangs Eltern waren Teil der Leichtathletikmannschaft Chinas bei den Olympischen Sommerspielen 1984.